# خوسه ماریا لوسانو
خوسه ماریا لوسانو (اسپانیایی: José María Lozano‎؛ زادهٔ ۱۵ دسامبر ۱۹۴۰) بازیکن بسکتبال اهل مکزیک بود. وی در بازی‌های المپیک تابستانی ۱۹۶۰ شرکت کرده‌است.